# Bernardo da Cornazzano
Bernardo o Gerardo da Cornazzano (1160 – ante 1230) è stato un politico e militare italiano.

## Biografia
Bernardo da Cornazzano, o Gerardo fu illustre esponente della casata da Cornazzano, è considerato il capostipite dei Terzi da Cornazzano, poi Terzi vassalla agli inizi del secolo XI della Diocesi di Parma e contemporaneamente, fino alla morte della contessa Matilde, nel 1115, dei Canossa.
Bernardo, nato tra il 1160 e il 1170, è stato variamente identificato dagli storici anche come Terzo da Cornazzano  o Gherardo Trino, Gherardo Terzo, o ancora Gerardo Terzo Cornazano, ovvero nel Gherardo Tercius citato nel 1223 dagli ‘'Annales Cremonenses'’.
Quando la famiglia da Cornazzano, nel corso del XII secolo, fu costretta ad abbandonare gran parte delle terre possedute nel Parmigiano alla Diocesi di Parma, suoi membri eminenti rivolsero i loro interessi alle istituzioni politiche comunali. Dotati dell'esperienza militare e dei talenti diplomatici maturati nel rapporto feudale con i Canossa e la chiesa di Parma, supportati dalla preparazione giuridica, intrapresero la carriera di podestà.
Il primo e il più noto fra questi fu Bernardo, che poté vantare una lunga carriera politico amministrativa. Nel 1192 questi era in carica quale podestà di Parma. Risultò in quel tempo infeudato "de Medesano", una castellania situata verso le foci del Taro, lungo la via Francigena.
Nel 1213 era presente, con i podestà di Parma e di Modena, accanto al vescovo di Reggio nell'Emilia Nicola, quale testimone alla stipula della pace fra Salinguerra, capo ghibellino di Ferrara e Aldrovandino, marchese d'Este.
Nel 1216 fu podestà di Reggio nell'Emilia ove tra l'altro fece costruire la torre del palazzo comunale. In agosto, alleato di Bologna guidò con successo i Reggiani all'assedio di Rimini.
Due anni dopo, nel 1218 ricoprì la medesima carica nel comune di Cremona. Le personali virtù militari e politico-diplomatiche manifestate sul campo in quei tempi di incessanti conflitti tra i Comuni lombardi, guadagnarono al Cornazzano la stima di Federico II di Svevia.
Nel 1224, esercitò la podesteria a Pavia e nel 1226 nuovamente a Reggio per passare poi l'anno seguente a Modena. Qui, dopo aver riedificato la cinta muraria, dichiarò guerra a Bologna puntando alla conquista del Frignano.
Il 28 settembre 1229 era il delegato della città di Parma presso il vescovo Niccolò di Reggio nell'Emilia, quando furono firmate le condizioni di tregua tra Bolognesi e Modenesi. E questa è l'ultima notizia che Bernardo, o Gherardo, da Cornazzano lasciò di sé.